# 白蘭氏
白蘭氏（英語：Brand's），是一家食品公司的品牌，著名於雞精飲料，產品已經有180年以上歷史。白蘭氏品牌由三得利所有。

## 歷史
1820年，白蘭氏雞精由英國白金漢宮御廚韓溫白蘭（H. W. Brand）發明。之後韓溫白蘭於1835年創立白蘭氏公司，在英國設廠生產白蘭氏雞精。
2003年，白蘭氏健康博物館於台灣彰化縣鹿港鎮彰濱工業區開館，除了食益補相關主題外，其雞精製造工廠以「空中走廊」方式開放一般民眾參觀。2017年，食益補台灣分公司更名為白蘭氏三得利（Brand's Suntory）台灣分公司。
2024年6月20日起白蘭氏(台灣)正式再更名為「馬來西亞商三得利食品飲料股份有限公司台灣分公司」。

## 產品
鷄精是白蘭氏的主要產品，除傳統雞精外，亦開發添加冬蟲夏草、花旗蔘等傳統保健藥材的雞精。
雞精系列外，白蘭氏還有萃雞精、燕窩、旭沛蜆精、紅膠原青春飲、活顏馥莓飲、葉黃素精華凍等其他產品系列。
白蘭氏另有開發多種健康一錠系列的保健食品，包括深海魚油+蝦紅素、保捷膠原錠、五味子芝麻錠、升級版黑醋栗葉黃素AX、黑醋栗葉黃素、憶加胜肽精華錠、鐵+維他命B群鷄精錠、鈣+大豆萃取精華、紅膠原青春凍以及美原素膠原蛋白等。

## 外部連結
- 白蘭氏台灣 （页面存档备份，存于）
- 白蘭氏健康Mall （页面存档备份，存于）
- 白蘭氏健康博物館 （页面存档备份，存于）
- 白蘭氏香港 （页面存档备份，存于）
- 白蘭氏 Brand’s Hong Kong的Facebook專頁
- 白蘭氏-為你著想的保健品的Facebook專頁
- 白蘭氏健康補給讚的Facebook專頁
- 白蘭氏美麗生活+的Facebook專頁
- 白蘭氏健康博物館的Facebook專頁
- YouTube上的白蘭氏頻道
- 白蘭氏雞精里程碑 （页面存档备份，存于）
- 白蘭氏健康博物館  交通部觀光署 （页面存档备份，存于）
- 台灣公司資料 （页面存档备份，存于）

Template:新加坡企業